# Chiamatemi Helen
Chiamatemi Helen (Mein Sohn Helen) è un film per la televisione del 2015 diretto da Gregor Schnitzler che tratta il tema della transessualità nel periodo dell'adoloscenza.

## Trama
Il sedicenne Finn Wilke vive a Berlino con il suo padre Tobias, noto chef, la cui moglie è morta tre anni prima in un incidente. Il padre decide di mandare Finn all'estero per un anno, da sua zia, a San Francisco. Quando Tobias va a prelevare l'ormai diciassettenne dall'aeroporto trova una giovane donna di nome Helen, nella quale riconosce lentamente suo figlio. Helen informa suo padre che si è sempre sentita nel corpo sbagliato; si scoprirà che sia la sua defunta madre che la sua professoressa, Diana Calis, conoscevano la volontà di Finn di cambiare sesso. Infatti il soggiorno all'estero era stato programmato per poter far vivere a Finn la sua vera identità di genere (già prima di partire aveva iniziato la terapia ormonale per ritardare lo sviluppo sessuale durante la pubertà).  Una volta raggiunta la maggiore età, a San Francisco, Finn si sottopone all'intervento chirurgico per cambiare il proprio sesso biologico.
Il padre di Helen ha molta difficoltà ad accettare la situazione (che non riesce a comprendere). Le reazioni da parte degli amici, conoscenti e compagni di scuola sono invece delle più svariate: vanno dallo scherno, al bullismo, alla solidarietà.
A seguito di un selvaggio raid notturno con le amiche, che termina in una stazione di polizia, l'ufficio per la protezione dei giovani interviene per indagare sugli eventi che ruotano intorno all'assegnazione di genere di Helen. Al fine di evitare i problemi che stanno emergendo e per proteggere suo padre dall'ingiustizia Helen decide di vivere nuovamente nel ruolo di Finn. Tuttavia, Helen non riesce ad accettare la cosa e si ribella all'interpretare forzatamente un ruolo maschile. La storia sembra convergere in un finale tragico con l'auto mutilazione di Finn nella sua camera da letto, ma, grazie all'arrivo inaspettato del padre, desiste dal suo intento.
Dopo un anno da quell'evento Finn sta finalmente vivendo, accettato da tutti, come Helen mentre Tobias trova la sua nuova partner nell'insegnante Diana Calis e tutti i problemi sembrano essere stati superati.

## Produzione
Il film è stato prodotto dalla Ninety-Minute Film GmbH di Berlino per conto dell'ARD Degeto. Le riprese si sono svolte a Berlino e dintorni.

## Trasmissione
Chiamatemi Helen è stato trasmesso in Germania il 24 aprile 2015 ottenendo 3,43 milioni di spettatori pari al 12% di share.

### Trasmissione italiana
Il film, in Italia, è stato mandato in onda per la prima volta il 15 luglio 2018 su Rai 2. Il titolo è stato visto da 1 225 000 telespettatori pari al 7,2% di share.